# Gyalectales
De Gyalectales vormen een orde van Lecanoromycetes uit de subklasse van Ostropomycetidae.
Tot deze orde behoren bepaalde soorten korstmossen.

## Taxonomie
De taxonomische indeling van de Gyalectales als volgt:
Orde: Gyalectales
- Familie:  Gyalectaceae